# Riksdagsvalet i Sverige 1970
Riksdagsvalet i Sverige 1970 hölls den 20 september 1970 och var det första valet till den nya enkammarriksdagen.

## Valkampanjen
Både socialdemokraterna och Folkpartiet hade nya partiledare: Olof Palme respektive Gunnar Helén. 
Bara en kort period efter att Olof Palme blivit vald till partiordförande i oktober 1969, så utbröt LKAB-konflikten i Kiruna, Luleå, Malmberget och Svappavaara, då cirka 5000 gruvarbetare gick ut i vild strejk i protest mot sina arbetsförhållanden. Eftersom LKAB var statligt ägt så riktades kritik mot den socialdemokratiska regeringen, och då sympatin för de strejkande växte runt om i landet så växte sig också ilskan stor mot partiet och LO. Strejken pågick mellan den 9 december 1969 och den 4 februari 1970, och var startskottet för en rad vilda strejker runt om i landet under 1970-talet. Strejken bidrog till att opinionen sjönk för Socialdemokraterna, men satte också press på partiet att införa en rad olika reformer rörande arbetsplatsen och anställning.
Efter LKAB-konflikten så utbröt ännu fler vilda strejker i Sverige, och år 1970 skulle komma att bli ett rekordår med 125 vilda strejker. Till exempel Hamnarbetarförbundets vilda strejk i Göteborgs hamn 1970 som blev, likt LKAB-konflikten, mycket omtalad, och alla dessa vilda strejker som till synes exploderade i frekvens, påverkade ytterligare Socialdemokraternas opinion negativt.
Ekonomiska frågor och Sveriges ekonomiska situation var dock den dominanta faktorn under valet. Ökande priser, löneglidning, negativ handelsbalans och kreditstopp till följd av den ekonomiska högkonjunkturen. Socialdemokraterna hävdade att den höga räntan och prisökningarna på importvaror berodde på förhållanden utomlands. I augusti infördes dock ett prisstopp på livsmedel. Folkpartiets ledare Gunnar Helén lovade att en borgerlig regering skulle sänka räntan. Finansminister Gunnar Sträng replikerade att detta löfte var både ovanligt och ansvarslöst.[källa behövs]
I Kramforsmanifestet utlovade socialdemokraterna bl.a. ökad jämlikhet, sänkt pensionsålder och utbyggda socialförsäkringar. Den socialdemokratiska regeringens beslut att ge tillstånd för ett oljeraffinaderi i Brofjorden vid Lysekil utsatte den dock för kritik att låta näringslivets intressen gå före värnandet om miljön.[källa behövs]
I samband med Högerpartiets namnändring till Moderata samlingspartiet fick partiet också ett blått stiliserat "M" som partisymbol, formgiven av Carl Göran Crafoord. Hösten 1969 ändrades färgen till röd och det var detta röda "M" som användes i valkampanjen.
Detta val var inte bara det första till den moderna Riksdagen utan också det första med en spärr på 4 procent för att något parti skulle utdelas mandat. I det förra valet hade VPK endast fått 3 procent av rösterna och det fanns en oro inom arbetarrörelsen att partiet inte skulle uppnå åtminstone 4 procent. Allmänheten verkar dock ha agerat på detta och opinionsstödet ökade för partiet samtidigt som Socialdemokraterna under samma period minskade något. VPK gjorde en ökning på 1,8 procentenheter jämfört med Andrakammarvalet i Sverige 1968. Denna nya spärr verkar ha gynnat VPK, då från år 1970 till 1988 partiet (som öppet kommunistiskt parti) generellt varit större än under 1950- och 1960-talet. Trots den märkbara minskningen fick Socialdemokraterna i slutändan ett valresultat på 45,3 procent, vilket låg inom det normala intervallet mellan 44,6 och 46,2 procent för partiet (sett från år 1936 tills detta val).
Partiernas valaffischer:

Valaffisch för Centerpartiet. Avbildade: Antonsson, Hedlund och Fälldin.

- (bild på Gunnar Sträng) Prisökningarna ska bekämpas med stram ekonomi. Inte med arbetslöshet! - Socialdemokraterna
- Ökad jämlikhet - 20 september bestämmer du 70-talets politik! - Socialdemokraterna
- Samverkan Rättvisa Ansvar - Moderata Samlingspartiet
- Sänk priserna! Bort med moms på maten. - I år röstar vi med Vänsterpartiet kommunisterna
- KDS KristenDemokratiskSamling - DU SVENSK! Trygghet är inte bara pengar!

## Röstresultat
Eftersom detta var det första valet till enkammarriksdagen, anges inte några mandatförändringar i nedanstående tabell.
|                                    |                                    |                                    |                    |        |        |                  |                  |                  |
| Parti                              | Parti                              | Partiledare                        | Röster             | Röster | Röster | Mandatfördelning | Mandatfördelning | Mandatfördelning |
| Parti                              | Parti                              | Partiledare                        | Antal              | %      | +− %   | Antal            | +−               | %                |
|                                    | Socialdemokraterna                 | Olof Palme                         | 2 256 581          | 45,34  | −4,8   | 163              | —                | 46,57            |
|                                    | Centerpartiet                      | Gunnar Hedlund                     | 990 921            | 19,91  | +4,2   | 71               | —                | 20,29            |
|                                    | Folkpartiet                        | Gunnar Helén                       | 806 893            | 16,21  | +1,9   | 58               | —                | 16,57            |
|                                    | Moderata samlingspartiet           | Yngve Holmberg                     | 573 811            | 11,53  | −1,4   | 41               | —                | 11,71            |
|                                    | Vänsterpartiet kommunisterna       | C.-H. Hermansson                   | 236 653            | 4,75   | +1,8   | 17               | —                | 4,86             |
|                                    | Kristen demokratisk samling        | Birger Ekstedt                     | 89 770             | 1,80   | +0,3   | 0                | —                | —                |
|                                    | KFML                               | Bo Gustafsson                      | 21 232             | 0,43   | +0,4   | 0                | —                | —                |
|                                    | Övriga partier                     | —                                  | 1 475              | 0,03   | —      | —                | —                | —                |
|                                    | Socialistiska blocket (S + VPK)    | —                                  | 2 493 234          | 50,09  | -3,0   | 180              | —                | 51,43            |
|                                    | Borgerliga blocket (C + FP + M)    | —                                  | 2 371 625          | 47,65  | +2,1   | 170              | —                | 48,57            |
| Antal giltiga röster               | Antal giltiga röster               | Antal giltiga röster               | 4 977 336          | 100,00 |        | 350              |                  | 100,00           |
| Ogiltiga röster                    | Ogiltiga röster                    | Ogiltiga röster                    | 6 871              |        |        |                  |                  |                  |
| Totalt (varav poströster: 698 296) | Totalt (varav poströster: 698 296) | Totalt (varav poströster: 698 296) | 4 984 207 (88,3 %) |        |        |                  |                  |                  |

Det socialistiska blocket (S och VPK) fick sammanlagt 50,1 procent medan de tre borgerliga riksdagspartierna (C, FP och M) fick sammanlagt 47,6 procent av rösterna. Det socialistiska blocket vann valet med en marginal på 2,5 procentenheter.
Siffrorna över röster till de olika partierna kommer från dagstidningen Folkbladet Östgöten 27 september 1970. Totalsiffran kommer från SCB

### Valdeltagande
Detta var det första valet till enkammarriksdagen och det var även gemensam valdag för val till riksdag, landsting och kommuner. Valet administrerades av Centrala folkbokförings- och uppbördsnämnden som betalade 19 miljoner kronor för genomförandet (11 miljoner för information till väljarna, 8 miljoner för administration).
En av de valtekniska frågorna var om Vänsterpartiet kommunisterna skulle hålla sig kvar. Den nya riksdagsordningen hade en spärr på 4 procent medan VPK endast fått 3 procent i riksdagsvalet 1968. Denna nya spärr gjorde att Socialdemokraternas minskning blev märkbart större (-4,8 procent) än blocket som helhet (-3,0 procent) då vissa tidigare S-väljare istället röstade på VPK för att garantera deras plats i riksdagen (en tendens som blev känd som "Kamrat 4 procent"). 
Valdeltagandet uppgick till 88,3 procent. Antalet röstberättigade var cirka 5 643 000 och antal röstande var 4 984 207. Valets förlorare var socialdemokraterna och moderaterna medan centerpartiet och VPK gick framåt. Socialdemokraterna och VPK fick 180 mandat medan de tre borgerliga partierna fick 170 mandat tillsammans.
Vid en dramatisk extra partistämma den 14 november valdes Gösta Bohman till ny partiledare för Moderata samlingspartiet efter Yngve Holmberg.

## Nyinvalda framtidsnamn
Bland de nyinvalda riksdagsledamöterna som tog plats i kammaren för första gången fanns sedermera kända politiker som Thage G. Peterson, Karin Andersson, Maj Britt Theorin, Olof Johansson, David Wirmark, Karin Söder, Per-Olof Strindberg, Nils Berndtson, Wiggo Komstedt, Bertil Fiskesjö, Kjell A. Mattsson, Jörn Svensson, Bertil Måbrink, Björn Molin, Arne Andersson, Billy Olsson, Sven-Gösta Signell, Sven Moberg, Eric Enlund, Birgitta Hambraeus, Kjell-Olof Feldt, Bertil Löfberg, Håkan Winberg, Lilly Hansson, Georg Andersson, Bengt Norling, Sture Korpås.

## Regeringsbildning
Regeringen Palme I satt kvar. I riksdagens andra kammare hade socialdemokraterna haft egen majoritet men efter valet förlorade de den och var tvungna att förlita sig på stöd från VPK. VPK:s partiledare CH Hermansson förklarade att VPK aldrig tänkte fälla en "arbetarregering" medan Palme förklarade att socialdemokraterna inte tänkte låta VPK få något inflytande.